# 昆虫

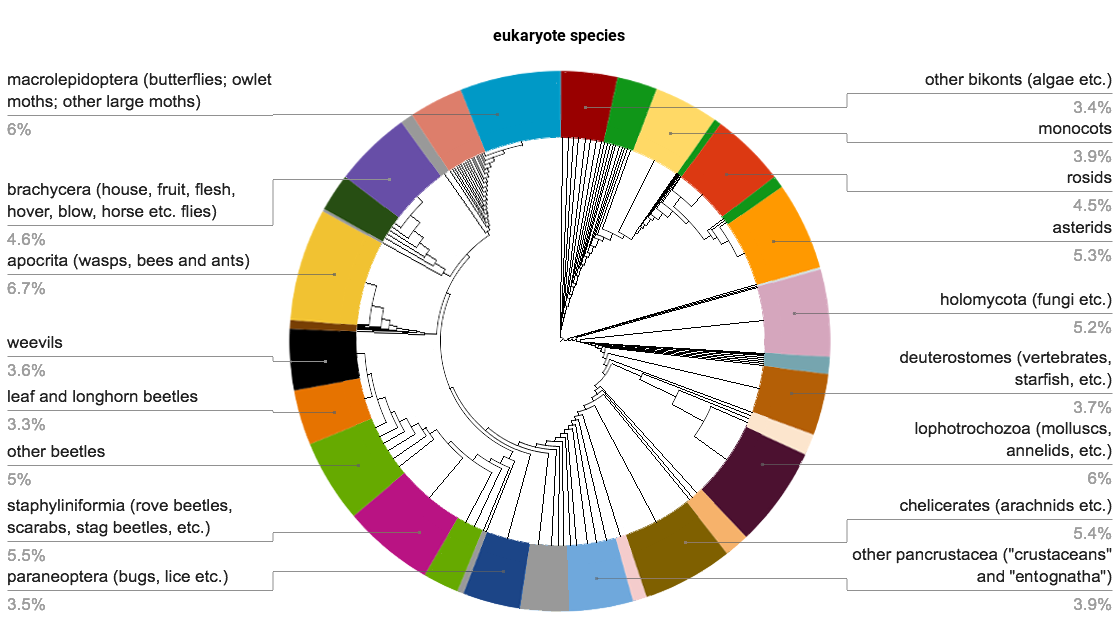
一个描述所有真核生物占比的饼图，超过一半为昆虫

昆虫是節肢動物門昆虫纲（学名：Insecta）的蜕皮无脊椎动物的總稱，為世界上最繁盛的动物類群，据估算全球约有550万种，现已发现超過100万個物種，占已描述的真核生物的一半以上。在现已命名的24个现生目中，大约90％的昆虫物种（超过90万种）都归属于鞘翅目（甲虫）、鳞翅目（蝶、蛾）、双翅目（蚊、蝇、虻）、膜翅目（蚁、蜂、胡蜂、锯蝇）和半翅目（蝉、蚜、蝽等）这五个多样性最丰富的目，各自的物种数都在10万以上——相比之下，排名第六的直翅目（蝗虫、蟋蟀、蝼蛄等）则不足24000种。
目前普遍采用的昆虫的狭义定义是指包括石蛃目、衣鱼目、有翅类（包括翅退化的种类）在内的一个集合，又称为外颚类（Ectognatha）；即昆虫纲与外颚类为同义词。原本昆虫的定义涵盖无翅亚纲及有翅亚纲，但由于现今系统发生学研究显示无翅亚纲并非单系群，所以它不应为一分类群；现今，昆虫的定义已不含弹尾目、原尾目、双尾目这三个无翅节肢动物类群，而是将其改归属于内口纲（Entognatha，又稱内颚类）。昆虫纲和内口纲一起组成了六足亚门（Hexapoda）。
作为无脊椎动物，昆蟲的身体构造依赖外裹的一层由甲壳质构成的外骨骼支撑，这层外壳犹如骑士的甲胄，会分节以便运动。幾乎所有的昆蟲都是從卵中孵化出來，且其生長受到非彈性的外骨骼的限制，其生命周期会涉及一系列蛻皮和变态。昆虫幼体通常在結構、習性和棲息地方面與成體（成蟲）不同，且在經歷四階變態（有翅昆虫内生翅类）的群體中，會有相對静止的蛹期；经历三阶变态（有翅昆虫外生翅类）的群体，则缺乏蛹期，成虫通过一系列若虫（或稚虫）期发育。成蟲身體分為頭、胸、腹三部分，有六條腿長在胸節處，頭節具一對複眼、一對觸角及一組口器。昆蟲的开放式循环系统中长有脂肪體，成分類似脊椎動物的脂肪組織但功能不同，主要為代謝服务，類似脊椎動物的肝脏。
昆蟲在陆地生态系统中扮演着很重要的角色，同时也是开花植物重要的授粉媒介，许多虫媒花完全依赖昆蟲帮助传播花粉才能进行有性生殖。人类的生活也与昆虫联系密切，许多植食性昆虫因为会觅食对人类有经济价值的作物和树木而被认为是害虫，而许多肉食性昆虫则因为捕食其它昆虫而被视作是有益农业和林业的益虫。少数昆虫则因为能直接提供有商业价值的动物产品而被视作经济物种，比如蚕产蚕丝、蜜蜂产蜂蜜，两者都已被人类驯化。作为食物网下层主要的初级消费者，昆蟲也是蜥蜴、蛙类、中小型鳥類和哺乳动物等次级消费者的重要食物來源，是白垩纪陆地革命的重要推进者。在东南亚和南美的一些地方，食用昆虫是当地人食谱的重要组成部分。在东亚地区，许多昆虫也是传统医药重要的药材来源。
一些昆虫能對人類健康、财产和商业利益產生威脅，如苍蝇和蟑螂等可以通过接触食品传播病原体造成食物中毒，蝗虫和蚜虫會侵毁農作物，蠹鱼和衣蛾能蛀食衣物和书籍，白蟻能破壞木材及建築物。而有一些寄生性和吸血性昆虫，例如蚊子、臭虫、虱子和跳蚤，还是传染性疾病的载体。有一些昆蟲能夠藉由毒液或是叮咬會對人類、宠物和牲畜造成肢体傷害，例如虎頭蜂在有人入侵地盤時會以螫針注入毒液（有些情况下可以造成过敏性休克甚至致死），紅火蟻會分泌有毒物質使接觸的動物和人類出現症狀甚至致命。

## 词源
汉语中的“昆”字原作，為眾多之意，故「昆蟲」的原義實為「各種蟲」。
英文中的“insect”一词最早出现在伊丽莎白时期晚期的学者菲力蒙·霍兰德（Philemon Holland，1552～1637）在1601年翻译老普林尼的文献，来源于拉丁语，意思是“切分的身体”，是动词的中性单数完成体被动分词，源于昆虫“头、胸、腹”三段的体型呈现。这个拉丁语词源自老普林尼仿译的古希腊语词（éntomon，即英语昆虫学“entomology”的来源），源自动词（éntomos，意思是“切成碎块”），最早被亚里士多德用来形容各种昆虫。亚里士多德基于“切割分段”的造词逻辑也被威尔士语（trychfil，源自“切割”和“动物”), 塞尔维亚-克罗地亚语（zareznik，源自“切割”）、俄语（ [nasekomoje]，源自seč' [-sekat]“切割”）等欧洲语言借鉴成为对“昆虫”的翻译。

## 多样性
| 目                      | 现存物种 |
| ----------------------- | -------- |
| 古口目 Archaeognatha    | 513      |
| 衣鱼目 Zygentoma        | 560      |
| 蜉蝣目 Ephemeroptera    | 3240     |
| 蜻蛉目 Odonata          | 5899     |
| 直翅目 Orthoptera       | 23855    |
| 脉翅目 Neuroptera       | 5868     |
| 竹节虫目 Phasmatodea    | 3014     |
| 纺足目 Embioptera       | 463      |
| 蛩蠊目 Grylloblattodea  | 34       |
| 螳䗛目 Mantophasmatodea | 15       |
| 𫌀翅目 Plecoptera       | 3743     |
| 革翅目 Dermaptera       | 1978     |
| 缺翅目 Zoraptera        | 37       |
| 螳螂目 Mantodea         | 2400     |
| 蜚蠊目 Blattodea        | 7314     |
| 啮虫目 Psocodea         | 11000    |
| 缨翅目 Thysanoptera     | 5864     |
| 半翅目 Hemiptera        | 103590   |
| 膜翅目 Hymenoptera      | 116861   |
| 捻翅目 Strepsiptera     | 609      |
| 鞘翅目 Coleoptera       | 386500   |
| 广翅目 Megaloptera      | 354      |
| 蛇蛉目 Raphidioptera    | 254      |
| 毛翅目 Trichoptera      | 14391    |
| 鳞翅目 Lepidoptera      | 157338   |
| 双翅目 Diptera          | 155477   |
| 蚤目 Siphonaptera       | 2075     |
| 长翅目 Mecoptera        | 757      |

## 構造

昆虫解剖图
A- 头部 B- 胸部 C- 腹部
1.触角
2.单眼（前）
3.单眼（上）
4.复眼
5.脑部（脑神经节）
6.前胸
7.背动脉
8.气管
9.中胸
10.后胸
11.前翅
12.后翅
13.中部内脏（胃）
14.心脏
15.卵巢
16.后部内脏（肠，直肠和肛门）
17.肛门
18.阴道
19.腹神經索
20.马氏管
21.爪垫
22.爪
23.跗节
24.胫节
25.腿节
26.转节
27.前部内脏（嗉囊）
28.胸部神经节
29.基节
30.唾液腺
31.咽下神经节
32.口器

昆虫的身体分为頭節，胸節（thorax）和腹節（abdomen）。

### 头部
头部有着各种感觉器官。触角（antenna）除了有触觉外，有时还会传递气味信息。在某些雄性蚊子中，触角甚至有听觉，借助触角，它们才能听见同类雌性蚊飞行震动时的声音，以利于交配。而在另外一些昆虫，比如蝗虫或蟋蟀，它们的听觉器官长在身体其它部位，如下体或者是腿上。
昆虫的眼大多是复眼（ommateum）。复眼有上千只小眼（ommatidium）组成。每只小眼会独立成像，总体合成一副网格样的全像。很多昆虫此外还会有两到三只单眼（ocellus），它们的作用并非成像，而是通过光调节自身作息生物节律。另外昆虫的视觉对紫外线敏感，但它们并不能看到红光。
在头部还有口器（trophi）。它们的大颚（mandible）是有力的嚼咬工具。小颚（maxilla）主要是稳住和进一步细嚼食物。
但口器也可以有其他形态，如半翅目异翅亚目的昆虫有一个薄薄的尖型嘴，而蜂则有一长软的吸管。而蜻蜓的幼蟲具有脸盖（mask），是由下唇（labium）特化形成的捕食器官，非常靈活，能迅速伸展，捕獲獵物，其末端裝備著一對能活動的鉤子，鋒利異常，當臉蓋伸向獵物時，這對鉤子迅速鉗住獵物，臉蓋縮回，鉤子將獵物送進口中。”

### 胸部
胸部由三个体节组成，由前向后依次称为前胸（prothorax）、中胸（mesothorax）和后胸（metathorax）。每个体节都带有一对附肢，称为胸足。胸足分成幾節，分别为基节（coxa）、轉节（trochanter）、腿节（femur）、胫节（tibia）、跗节（tarsus）和前跗节（pretarsus）。跗节通常分为5个跗分节，有时还带有成对的爪子。胸足通常会特化，以更好地完成如挖，跳，游泳或是捕捉等任务。第一胸节的背部被称为前胸背板（pronotum），通常会特别加固。另外的两个胸节的背面通常会各带有一对翅。在甲虫的前对翅膀之间有一块三角形的甲片。
翅膀中有分支复杂的血管系统，稱作翅脈，其走向和分布可作為分辨昆虫种类的特征之一。前翅比後翅窄而有力，有时会加固，如鞘翅目，其前翅就特化為較堅硬的構造，稱為翅鞘。
在双翅目昆虫中，只有一对翅膀发育正常。而後面另一对翅膀则成为平衡棍。许多无翅昆虫应该是在进化的过程中失去了翅，而成为寄生虫，如跳蚤和虱。但是在蝗虫里面也会找到许多没有飞行能力的种类。一些古老，构造简单的古昆虫也飞不起来，它们应该是从没有飞行能力的祖先演化而来的。

### 腹部
昆虫在腹部有着重要的器官，如管状的心脏，梯形神经系统，胃肠系统和生殖器官。部分器官會延伸至前方，如神经中枢—咽上神经节或是脑部，和其他动物一样位于头部。在躯体中还藏着分支的气管，会直接把氧气送到身体的各个器官去。线粒体位于气管开口附近，可以更快的利用空气。昆虫在体侧壁具有气孔（trachea），直接与外界大气接触，可透過肌肉的收缩而关闭，為一種開放式循環系統。

## 消化系統
昆蟲的消化道系統可以分為前腸、中腸和後腸。

### 後腸
水分、鹽類及其他有用的分子則於糞便經由肛門排出之前的吸收。具有迴腸、結腸和直腸，都用來吸收水分和鹽類。馬氏管作為排泄器官，從血液腔中移除含氮廢物。有毒的氨進行化學反應，轉換成尿素，再轉換成尿酸。以排遺顆粒排出體外。而直腸墊幫助水分再吸收的速率。

## 生长和发育

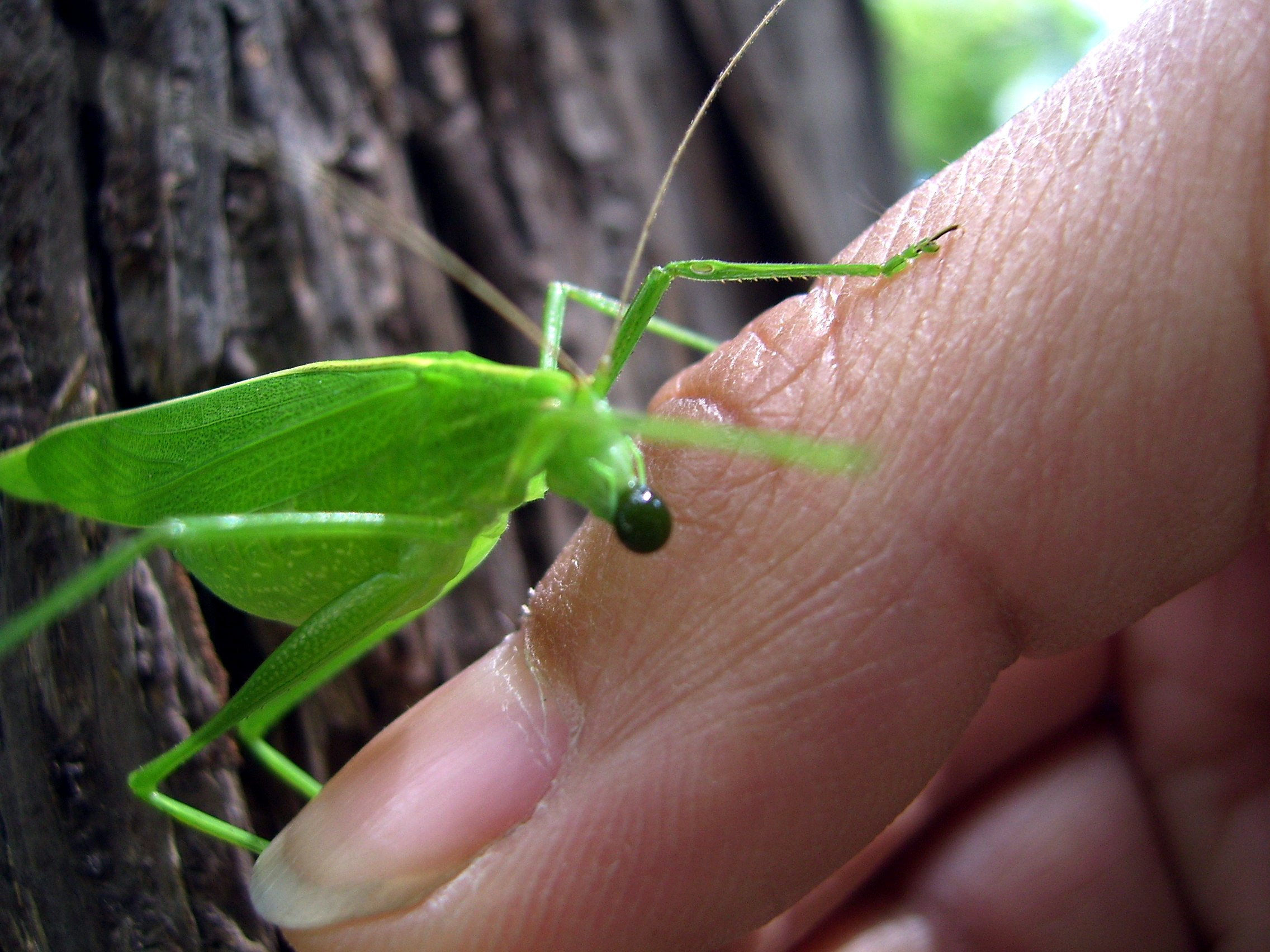
很多昆虫受到伤害的时候会吐出液体自卫

坚硬的外壳使得昆虫的生长受到限制。昆虫要突破这个生长限制，只能通过蜕皮这一方式。这一过程其实就是昆虫将旧的外壳褪去，取而代之的是暂时柔软可以拉伸变大的新外壳，在一段时间后会重新硬化。昆虫一生大概要蜕皮5到15次，其具体次数因物种而异。有许多昆虫（如蝗虫）还会吃掉蜕掉的旧外壳来回收一部分养分。
有些昆蟲其幼蟲和成蟲從外部形態比較僅體型較大，此種稱為無變態，如衣魚，但其成蟲生殖器官發育成熟，具有生殖能力和幼蟲不同，也是從外部形態無法觀察到的改變，而有些成虫的外形会与幼虫相差极大，其间的形变被称为变态发育。
如果成虫与幼虫生长的地方不一样，那么它俩之间的形态差异会非常显著，如蜻蜓和蜉蝣。相反，当两者生活的环境相似，则他们的形态差别就没那么明显了，如蝗科和臭虫科的昆虫。
如果幼虫直接发育成为成虫，会被称之为不完全变态。相对于此，若在这两种活动状态之间还存在着一个静止状态—蛹的话，则会被称之为完全变态。在这种发育中，昆虫会经过一个吐丝结茧，在茧内化蛹的过程。也有昆虫的发育类型是界乎于这两者之间的，如蓟马，其最后一个幼虫阶段即是静止状态。或者是蛇蛉目和鱗翅目的昆虫，它们的蛹在成虫破茧而出之前是活动的，而且在最后一次蜕皮之前，它们会另觅他处。
昆虫的幼虫阶段，其实就是不断进食的阶段，而成虫的任务通常只有一个，就是生育繁殖，很多时候甚至不再进食。因此幼虫期通常会长于成虫期。最好的例子是蜉蝣，它们的幼虫期长达几年，而成虫期只有一天。金龟子的幼虫期为3年，成虫活不到几天。十七年蝉幼虫期长达17年, 而成虫只能活5周。
许多昆虫的生命周期少于一年，但它们拥有一套内在调节机制，使得其成虫在每年的同一个季节出现。这对它们来说非常重要，因为有些昆虫的幼虫需要依赖某种特定植物，通过这种调节机制使得它们可以在每年同一时候找到合适自己生长的地方。例如某种蜂，它们需要专一收集某种花的花粉和花蜜，以提供其后代幼虫发育所需的营养。因此对于它们来说，采蜜期与花期同步就显得十分必要了。
昆虫在静止期会经历一系列的构造变化，而静止期可以发生在不同的发育阶段。许多蜜蜂和野蜂在蛹期前9个月就会以饱食状态静闭在造好的茧中，而且可以就这样过上几年，才成蛹蜕变为成虫。许多昆虫可以在一年之间交替几代。在地球上非常成功生存的家蝇甚至可以在一年之间交替15代。相反，一些蝗虫和蜻蜓种类，则需要5年的发育期。昆虫也产羊膜卵，但是不同于羊膜动物（蜥形綱，合弓纲）的羊膜卵。

## 昆蟲生態學
昆蟲生態學是有關昆蟲和周遭環境或生態系之間關係的研究:3。昆蟲在生態系中扮演多種角色，像鬆土及通風、害蟲控制、播種或是其他動物的食物來源。例如甲蟲是食腐動物，以腐肉或倒下的植物為食，因此可以將生物體轉換為其他生物可以使用的成份，而表土的形成也和這些昆蟲有關:3, 218–228。
据2019年的一项研究，在未来几十年内会有接近40%的昆虫濒临灭绝。

## 分类
標†者爲已滅絕的分類群
- †莱尼虫属 Rhyniognatha
- 單髁類 Monocondylia
  - 石蛃目 Archaeognatha
- 雙髁類 Dicondylia
  - †目 Cercopoda
  - †单尾目 Monura
  - 衣鱼目 Zygentoma
  - 有翅亚纲 Pterygota
    - 古翅下纲 Palaeoptera
      - 蜻蜓总目 Odonatoptera
        - †目 Eugeroptera
        - †目 Kukaloptera
        - †目 Argentinoptera
        - †目 Geroptera
        - †亞目 Eomeganisoptera
        - 類 Euodonatoptera 
          - †巨差翅目 Meganisoptera
          - ?†科 Lapeyriidae
          - †目 Campylopterodea
          - †原差翅目 Protanisoptera
          - †目 Triadophlebioptera
          - †原束翅目 Protozygoptera
          - †目 Tarsophlebioptera
          - 蜻蜓目 Odonata

      - †古网翅总目 Palaeodictyopteroidea
        - †古网翅目 Palaeodictyoptera
        - †古蜻蜓目 Archodonata
        - †透翅目 Diaphanopterodea
        - †疏翅目 Megasecoptera

      - 泛蜉蝣总目 Panephemeroptera
        - †长基蜉蝣目 Coxoplectoptera
        - 蜉蝣目 Ephemeroptera

    - 新翅下纲 Neoptera
      - 复新翅类 Polyneoptera 
        - 网翅总目 Dictyoptera
          - †奇翅目 Alienoptera
          - 蜚蠊目 Blattaria（含原等翅目 Isoptera）
          - 螳螂目 Mantodea

        - 直翅总目 Orthopterida
          - †目 Geraroptera
          - †华脉目 Caloneurodea
          - †巨翅目 Titanoptera
          - 直翅目 Orthoptera
          - 竹节虫目 Phasmatodea
          - 未定科
            - †科 Cacurgidae
            - ?†科 Chresmodidae
            - †科 Permostridulidae
            - †原竹节虫科 Protophasmatidae

        - †总目 Perlidea
          - †目 Cnemidolestida

        - 未分类的群组
          - †原直翅目 Protorthoptera
          - 革翅目 Dermaptera
          - 纺足目 Embioptera
          - †目 Eoblattida
          - 目 Notoptera（由蛩蠊目 Grylloblattodea以及螳䗛目 Mantophasmatodea合并建立的新分类）
          - 襀翅目 Plecoptera
          - 缺翅目 Zoraptera

      - 完全变态类 Eumetabola
        - 準新翅總目 Paraneoptera
          - †二叠啮虫目 Permopsocida
          - 啮虫目 Psocodea（由囓蟲目 Psocoptera以及蝨毛目 Phthiraptera合并建立的新分类）
          - 缨翅目 Thysanoptera
          - 半翅目 Hemiptera（含原同翅目 Homoptera）

        - 内翅类 Endopterygota
          - ?†小翅目 Miomoptera
          - ?†舌鞘目 Glosselytrodea
          - 膜翅目 Hymenoptera
          - 脉翅总目 Neuropterida
            - 蛇蛉目 Raphidioptera
            - 广翅目 Megaloptera
            - 脉翅目 Neuroptera

          - 鞘翅目 Coleoptera
          - 捻翅目 Strepsiptera
          - 蝎蛉总目 Panorpida
            - 吸吻类 Antliophora
              - †原双翅目 Protodiptera
              - 双翅目 Diptera
              - 长翅目 Mecoptera
                - 雪蝎蛉科 Boreidae

              - 蚤目 Siphonaptera

            - 类脉类 Amphiesmenoptera
              - †科 Eocoronidae
              - †飘翅目 Tarachoptera
              - 毛翅目 Trichoptera
              - 鳞翅目 Lepidoptera